# ݷ
Yāʾ farsi petit chiffre quatre souscrit ‹ ݷ › est une lettre additionnelle de l’alphabet arabe utilisée dans l’écriture du bourouchaski. Elle est composée d’un yāʾ farsi ‹ ی › diacrité d’un petit quatre ‹ ۴ › souscrit.

## Utilisation
En bourouchaski, ‹ ݷ › représente une consonne spirante vélaire voisée [ɰ].